# Givrauval
Givrauval ist eine französische Gemeinde mit 287 Einwohnern (Stand: 1. Januar 2022) im Département Meuse in der Region Grand Est. Sie gehört zum Arrondissement Bar-le-Duc und zum Kanton Ligny-en-Barrois.
Nachbargemeinden sind Chanteraine im Nordosten, Menaucourt im Osten, Naix-aux-Forges und Nantois im Südosten, Longeaux im Süden, Villers-le-Sec und Fouchères-aux-Bois im Südwesten sowie Maulan und Ligny-en-Barrois im Nordwesten. 

## Bevölkerungsentwicklung

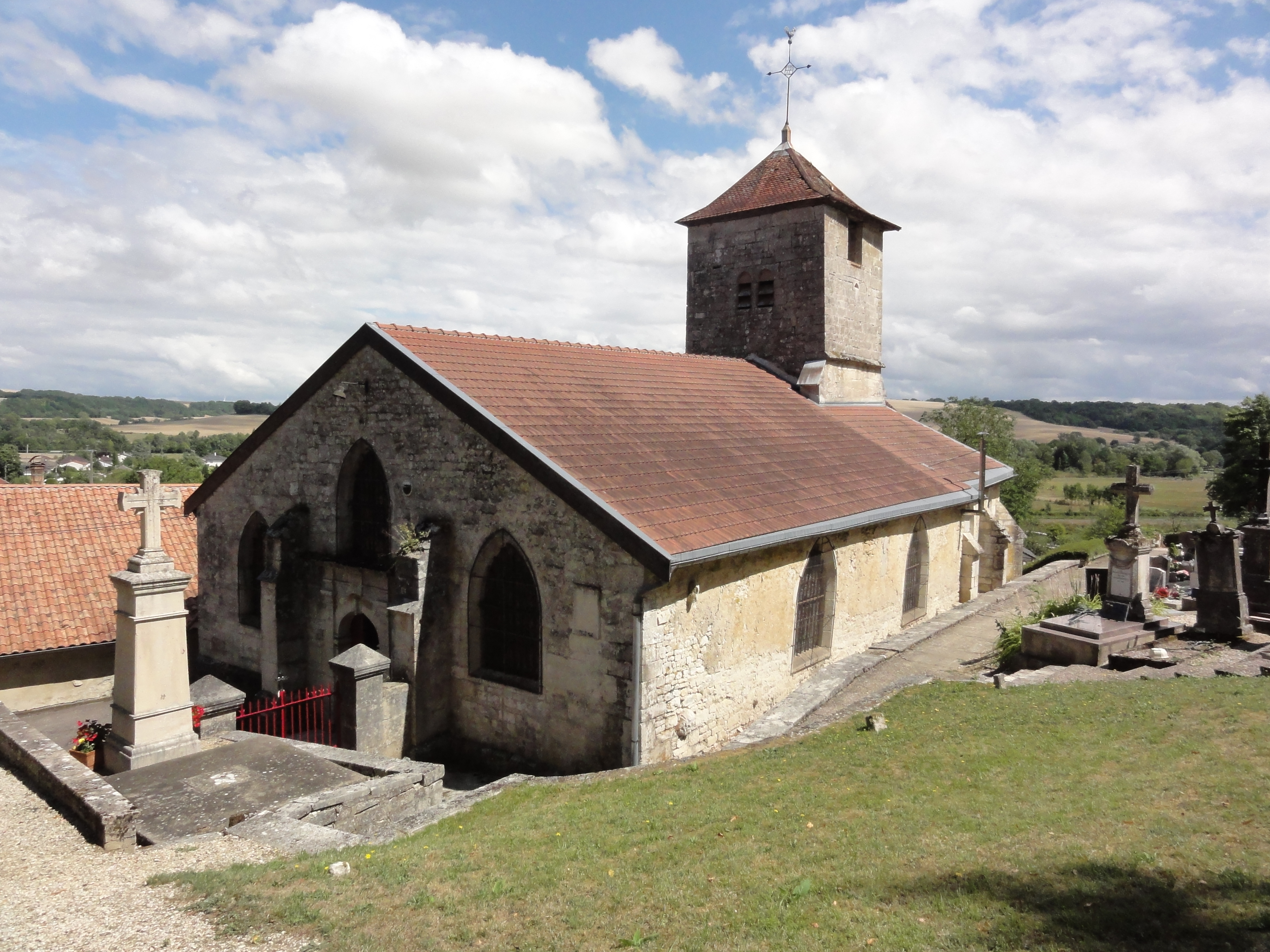
Kirche Saint-Quentin

| Jahr      | 1962 | 1968 | 1975 | 1982 | 1990 | 1999 | 2008 | 2019 |
| --------- | ---- | ---- | ---- | ---- | ---- | ---- | ---- | ---- |
| Einwohner | 252  | 263  | 265  | 284  | 277  | 275  | 322  | 279  |